# 최필립 (배우)
최필립(본명: 최필순, 1979년 8월 18일 ~ )은 대한민국의 배우이다.

## 학력
- 선화예술고등학교
- 성균관대학교 현대무용학 학사

## 연기 활동

### 드라마
- 2005년 MBC 수목드라마 《영재의 전성시대》 ... 강필립 역
- 2006년 MBC 주간시트콤 《소울메이트》 ... 필립 역
- 2007년 KBS2 수목드라마 《경성스캔들》 ... 야마시타 코지 역
- 2008년 MBC 가정의달특집극 《우리들의 해피엔딩》
- 2008년 SBS 아침연속극 《미워도 좋아》 ... 윤현수 역
- 2007년 OCN TV무비 《메디컬 기방 영화관》 ... 운 역
- 2008년 SBS 드라마스페셜 《스타의 연인》 ... 서우진 역
- 2009년 메가TV IPTV 드라마 《미스터리 형사》 ... 이윤석 역
- 2010년 KBS2 추석특집 《글로벌가족 이가네 며느리들》 ... 셋째아들 역
- 2011년 SBS 주말극장 《웃어요, 엄마》 ... 영화 배우 역
- 2011년 ETN 특별기획 드라마 《여제》 ... 박형일 역
- 2013년 KBS2 수목드라마 《천명: 조선판 도망자 이야기》 ... 민도생 역
- 2013년 SBS 특집드라마 《사건번호 113》 ... 이겨라 역
- 2013년 네이버TV 웹드라마 《출출한 여자》
- 2013년 tvN 1인가구 드라마 《식샤를 합시다》 ... 성당 오빠 역
- 2014년 tvN 월화드라마 《고교처세왕》 ... 박흥배 역
- 2014년 MBC 주말드라마 《장미빛 연인들》 ... 고재동 역
- 2014년 KBS2 단막극 《KBS 드라마 스페셜 - 내가 술을 마시는 이유》
- 2015년 MBC 아침드라마 《내일도 승리》 ... 차선우 역 (본작의 메인 빌런이자 진 최종 보스)
- 2016년 네이버TV 웹드라마 《출출한 여자 시즌2》 ... 최팀장 역
- 2016년 KBS2 월화드라마 《백희가 돌아왔다》 ... 신기준 역
- 2016년 MBC 주말드라마 《불어라 미풍아》 ... 방성식 역 (특별출연)
- 2018년 MBC 주말특별기획 《신과의 약속》 ... 정경수 역
- 2019년 MBC 월화드라마 《웰컴2라이프》 ... 민성진 역
- 2019년 TV조선 일요드라마 《레버리지: 사기조작단》 ... 검사 역
- 2023년 KBS1 일일드라마 《금이야 옥이야》 ... 은상수 역

### 영화
- 2011년 《헤드》 ... 사회자 역
- 2011년 《블라인드》 ... 정보과 형사 역
- 2014년 《캠퍼스 S 커플》 ... 찬승 역
- 2015년 《어떤이의 꿈》 ... 필립 역
- 2016년 《히야》 ... 기남 역

### 예능
- 2012년 SBS 《스타 애정촌 시즌 3》
- 2013년 XTM 《국가가 부른다》
- 2015년 채널A 《아내가뿔났다》
- 2016년 MBC 《미스터리 음악쇼 복면가왕》 - 한 꼬마 인디언 보이
- 2020년 E채널 《찐한친구》

## 앨범
- 1998년 1집 Junior Republic
- 2016년 싱글 날 위한 여행